# Jhon Córdoba
Jhon Córdoba (Istmina, 11 mei 1993) is een Colombiaans voetballer die doorgaans als aanvaller speelt. Hij verruilde 1. FC Köln in september 2020 voor Hertha BSC. Córdoba nam met Colombia –20 deel aan het WK –20 van 2013 in Turkije. Hij scoorde in de groepsfase tegen Australië en El Salvador.
1 Ernst ·
5 Bouchalakis ·
6 Demme ·
7 Niederlechner ·
8 Sessa ·
9 Prevljak ·
10 Maza ·
11 Reese ·
12 Smarsch ·
14 Hussein ·
16 Kenny ·
18 Schuler ·
19 Dudziak ·
20 P. Dárdai ·
22 Winkler ·
24 Þorsteinsson ·
25 Brooks ·
26 Christensen ·
27 Cuisance ·
31 M. Dárdai ·
33 Karbownik ·
35 Gersbeck ·
37 Leistner  ·
39 Scherhant ·
41 Klemens ·
42 Zeefuik ·
44 Gechter ·
Coach: Fiél